# ورجوکس
ورجوکس (به فرانسوی: Verjux) یک کمون در فرانسه است که در بورگوین واقع شده‌است.

## خصوصیات
ورجوکس ۱۲٫۰۹ کیلومترمربع مساحت و ۴۹۶ نفر جمعیت دارد و ۱۷۸ متر بالاتر از سطح دریا واقع شده‌است.